# 耀花豆
耀花豆（学名：Sarcodum scandens）为豆科耀花豆属下的一个种。